# Agnès d'Assís
|  | Per a altres significats, vegeu «Santa Agnès». |

Agnès d'Assís (Assís, ca. 1197 - 1253), va ser una religiosa italiana que va seguir la seva germana Clara d'Assís i ingressà a l'Orde de Germanes Pobres de Santa Clara, o Clarisses. És venerada com a santa per l'Església catòlica.

## Biografia
Nascuda Agnese Scifi, fou la filla més jove de Favarone di Offreduccio i d'Ortolana, que formaven una família acomodada i amb prestigi a la ciutat d'Assís. Passà la infantesa amb els seus pares a Assís i a la casa de Sasso Rosso, al Mont Subasio. En 1211, la seva germana Clara va voler consagrar la seva vida a Déu i va refusar el matrimoni que la seva família li havia arranjat: volia seguir les directrius de Francesc d'Assís, que havia començat a predicar una vida austera, de retir i apostolat. Va demanar refugi al monestir de monges benedictines de San Paolo delle Badesse de Bastia Umbra, a 4 kilòmetres d'Assís, i després, ingressà a un altre monestir benedictí, el de Sant'Angelo di Panzo.
Agnès va decidir de seguir les passes de la seva germana i anà al mateix monestir benedictí de Sant'Angelo. Francesc, com havia fet amb Clara, li va tallar els cabells i li va donar l'hàbit de la pobresa de l'Orde de Sant Francesc. Les dues s'instal·laren a un petit edifici annex a l'església de San Damiano, a Assís, que havia estat restaurada per Francesc, on començaren a viure sota les directrius del bisbe Guido d'Assís. Altres dones s'hi aplegaren: llur altra germana Beatriu i llur mare Ortolana, fins a arribar a una comunitat de cinquanta dones. Seguint l'exemple de Francesc, es formà una comunitat de monges pobres, dedicades a la pregària i al servei als altres; anomenades Damianites pel poble i Dames Pobres per Francesc, van esdevenir les monges clarisses.
Agnès fou elegida com a abadessa de la comunitat, i fou tinguda com a exemple de vida per a la resta de monges. Francesc la trià en 1219, malgrat la seva joventut, per fundar una comunitat similar a Monticelli, prop de Florència. Agnès ho va fer i fundà d'altres monestirs de clarisses al nord d'Itàlia: Màntua, Venècia, Pàdua… En 1253 fou cridada a San Damiano, quan la seva germana Clara anava a morir, i l'assistí en la seva mort i al funeral. Poc després, el 16 de novembre del mateix any, Agnès també va morir.

## Veneració
Les restes d'Agnès reposen a l'església de Santa Clara d'Assís, vora el cos de la seva mare i les seves germanes. Benet XIV va confirmar en 1753 el culte a Agnès al si de l'Orde de Sant Francesc, amb festa el 16 de novembre, que després s'estengué a la resta de l'Església.

### Llegendes
El seu pare, envià un germà, Monald, i altres parents perquè fessin tornar Agnès a casa. Segons una tradició, Monald, enrabiat per la negativa de la seva germana, va treure la seva espasa per colpejar-la, però no va poder fer-ho: el seu braç va quedar sense força i restà penjant, sense que el pogués moure. Els altres, mentrestant, prengueren Agnès i l'arrossegaren fora del monestir, colpejant-la. Clara arribà llavors i el cos d'Agnès es va fer tan feixuc, que els homes no podien moure-la i acabaren fugint, deixant-la al descampat. A partir de llavors, els parents acceptaren que es quedessin fent vida religiosa, ja que les protegien poders contra els quals no podien lluitar.

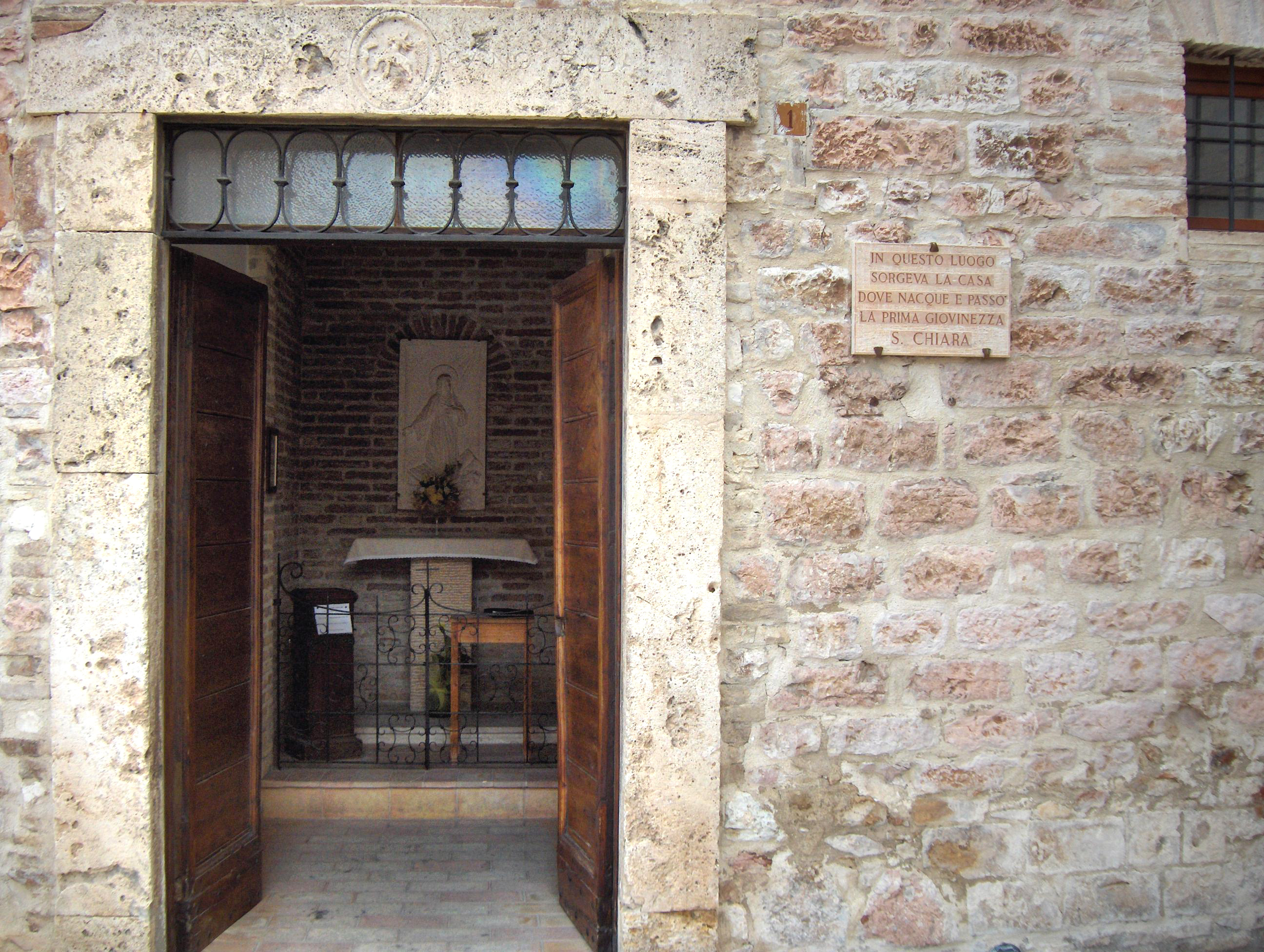
Casa natal de Santa Agnès, prop de S. Rufino d'Assís
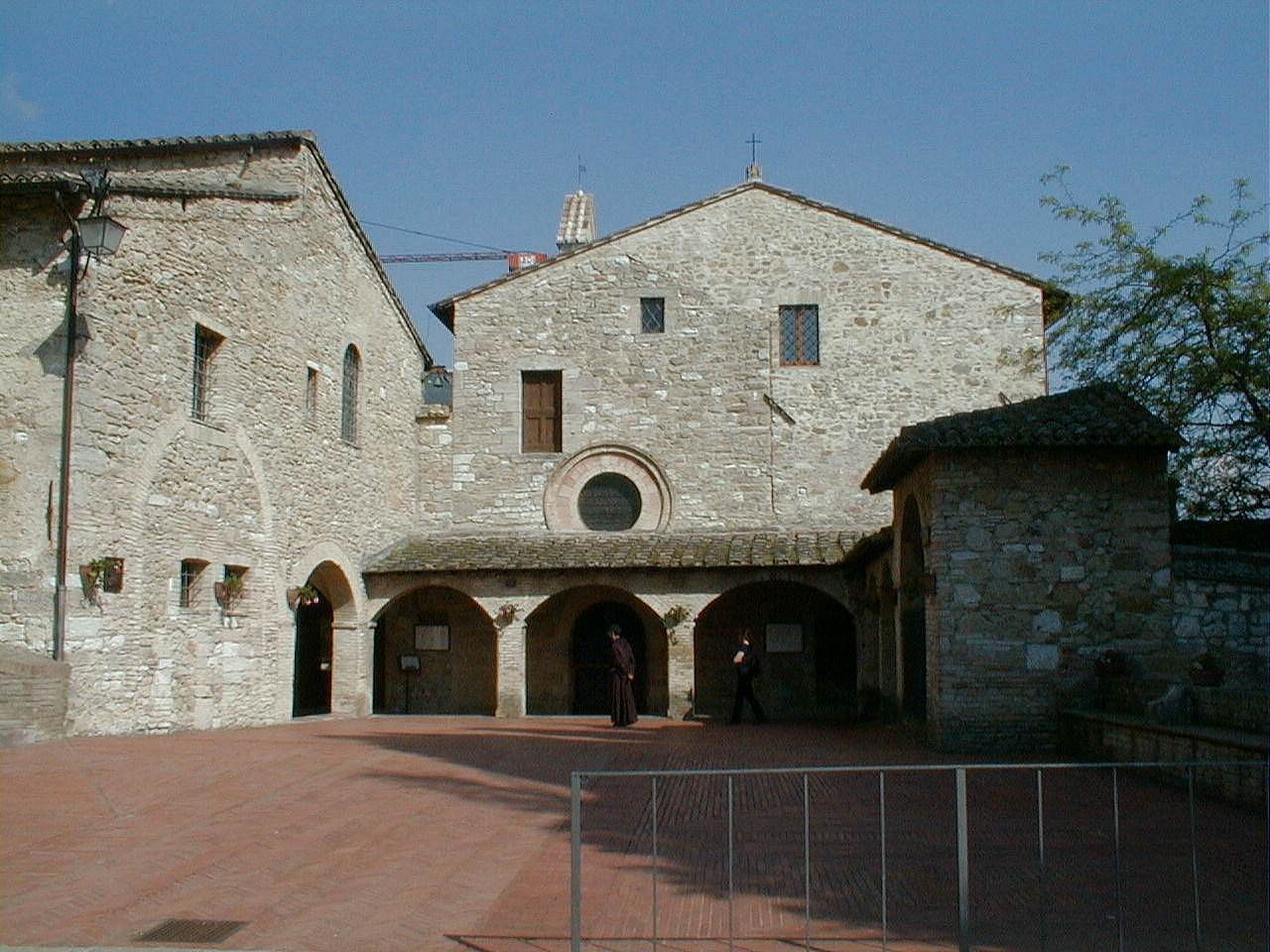
San Damiano, on visqué i morí la santa
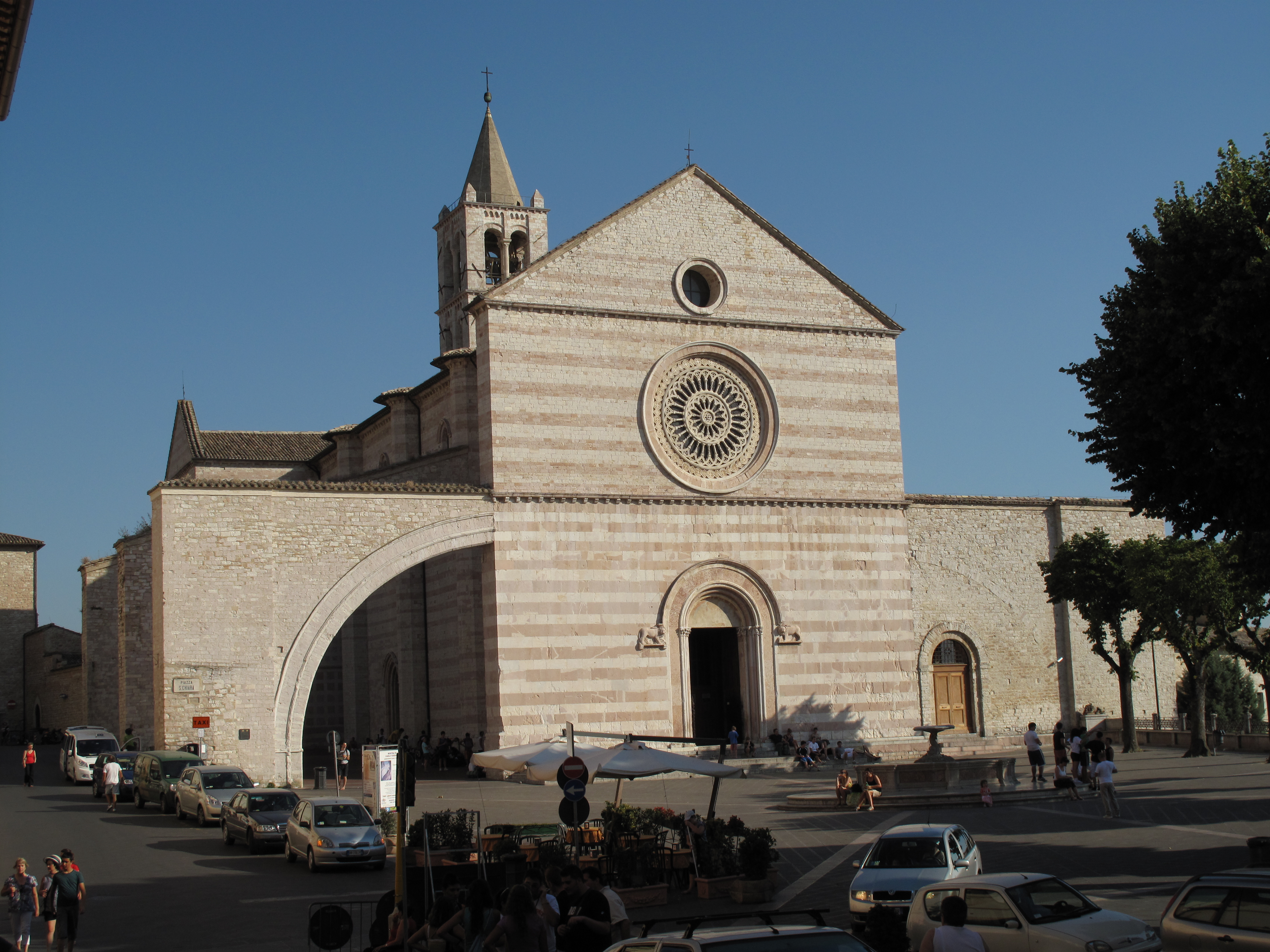
Basílica i convent de Santa Clara (Assís), lloc d'enterrament de la santa